# Vasile de Neapole
Vasile a fost primul duce de Neapole, domnind de la 661 la 666.
Napolitan prin naștere, intrat apoi în armata bizantină, Vasile a fost numit de către împăratul Constans al II-lea al Bizanțului ca dux Campaniae în 661.